# 삼성 페이
삼성 월렛(Samsung Wallet)는 삼성전자에서 만든 모바일 결제 서비스다. 마그네틱 보안전송(MST)과 근거리 무선 통신(NFC)을 사용하여, 무선으로 온라인, 오프라인 결제를 지원한다.
통상적으로 삼성 페이가 마그네틱 보안전송(MST)만 지원하는 것으로 알고있는 경우가 많다. 하지만 근거리 무선 통신(NFC) 방식 또한 지원하며 금융IC카드용 비접촉 결제 기술(EMV Contactless)만 지원하지 않는다.
삼성 계정에 가입한 후, 삼성 페이 기능이 지원되는 스마트폰에 은행 계좌나 신용카드나 체크카드를 등록하고 사용하면 된다. 단, 삼성 페이의 오프라인 결제와 온라인 결제는 지원하는 카드사가 서로 다를 수 있어서 사전에 확인해야 한다.
2017년에는 오프라인 결제 기능을 제거한 삼성 페이 mini 앱을 출시했다. 삼성 페이 미니는 오리지널 삼성 페이에서 MST를 삭제하고 온라인결제 기능만 갖고 온 앱이며, 삼성전자 외 회사의 기기에서도 안드로이드 버전 5.0 이상이면 사용이 가능하다. 전술했듯이 지원하는 카드사가 오프라인 MST 결제와 서로 다를 수 있으니 반드시 확인해야 한다.
보안상의 이유로, 삼성 페이는 온/오프라인결제 가릴 것 없이 무조건 3G/LTE/5G 등을 켜고 사용해야 한다. 이는 삼성 페이(mini 포함) 앱 내에서 삼성 페이 제휴 삼성 체크카드 등을 신청할 경우에도 예외 없이 적용한다.

## 마그네틱 보안 전송
마그네틱 보안 전송(Magnetic Secure Transmission)은 신용카드 정보를 담은 기기를 마그네틱 방식의 결제 단말기에 가까이 대면 결제할 수 있게 하는 방식으로, 2015년 2월 삼성전자가 인수한 미국업체인 루프페이가 이 기술에 대한 특허를 보유하고 있다. 하지만 이 기술은 곧 사라질 위기에 처했는데, 그 이유는 최근 마그네틱 카드 불법복제 범죄가 많이 일어나고 있기 때문이다. 이로 인해 사고방지를 위해 여신전문금융법이 개정되어 보안이 인증된 IC 단말기를 의무적으로 설치해야 되는 법안이 시행되고 있다.

## 결제 유형
- 일반 카드 리더기 유형: 전용 단말기가 필요 없이 기존 대부분의 상점이 사용하던 단말기로 사용 가능
- POS 카드 리더기 유형: POS기기 리더기에도 사용 가능(일부 구형 모델 제외)
- 서명패드 유형: 삼성페이 지원 서명패드 사용 가능[2]

## 지원 기능
- 멤버십 기능: 삼성 페이 결제화면에서 멤버십 기능을 사용하여 적립 및 사용 가능
- ATM 기능: 삼성 페이 앱에 은행 및 증권등의 계좌를 등록한 뒤 앱을 실행하여 간편하게 ATM 기기에서 입출금(우리은행, 국민은행, IBK기업은행, 농협, 신한은행, 부산은행, 대구은행, 새마을금고, 하나은행, 삼성증권)[3]
- 스마트폰 온라인 결제 기능: 스마트폰으로 온라인 결제 시 삼성 페이로 결제하기 버튼을 누른 뒤 지문인식 또는 비밀번호 입력만으로 결제 가능[4]
- 은행 기능: 삼성 페이에서 바로 은행 앱을 호출해서 계좌조회, 송금, 환전, 환율조회 등의 금융업무를 처리할 수 있음(우리은행, 신한은행)
- 교통카드 티머니, 캐시비

## 지원 국가

전 세계 삼성 페이 지원 국가

| 출시일           | 국가              |
| ---------------- | ----------------- |
| 2015년 8월 20일  | 대한민국          |
| 2015년 9월 28일  | 미국              |
| 2016년 3월 29일  | 중화인민공화국    |
| 2016년 6월 2일   | 스페인            |
| 2016년 6월 15일  | 오스트레일리아    |
| 2016년 6월 16일  | 싱가포르          |
| 2016년 7월 13일  | 푸에르토리코      |
| 2016년 7월 19일  | 브라질            |
| 2016년 9월 28일  | 러시아            |
| 2016년 11월 8일  | 캐나다            |
| 2017년 2월 8일   | 태국              |
| 2017년 2월 24일  | 말레이시아        |
| 2017년 3월 22일  | 인도              |
| 2017년 4월 27일  | 스웨덴            |
| 2017년 4월 27일  | 아랍에미리트      |
| 2017년 5월 16일  | 영국              |
| 2017년 5월 23일  | 스위스            |
| 2017년 5월 23일  | 중화민국          |
| 2017년 5월 25일  | 홍콩              |
| 2017년 9월 28일  | 베트남            |
| 2017년 11월 15일 | 벨라루스          |
| 2018년 3월 22일  | 이탈리아          |
| 2018년 4월 26일  | 프랑스            |
| 2018년 7월 31일  | 남아프리카 공화국 |

## 지원 모델(일체형 배터리)
- 삼성 갤럭시 S6
- 삼성 갤럭시 S6 엣지
- 삼성 갤럭시 S6 엣지 플러스
- 삼성 갤럭시 S7
- 삼성 갤럭시 S7 엣지
- 삼성 갤럭시 S8
- 삼성 갤럭시 S8+
- 삼성 갤럭시 S9
- 삼성 갤럭시 S9+
- 삼성 갤럭시 S10/S10 Lite/S10e/S10+/S10 5G
- 삼성 갤럭시 S20/S20+/S20 Ultra
- 삼성 갤럭시 S21/S21+/S21 Ultra
- 삼성 갤럭시 노트 5
- 삼성 갤럭시 노트 FE (이때부터 충전포트가 USB-C타입으로 변경)
- 삼성 갤럭시 노트 8
- 삼성 갤럭시 노트 9
- 삼성 갤럭시 노트 10
- 삼성 갤럭시 노트 20
- 삼성 갤럭시 A5 (2016)
- 삼성 갤럭시 A7 (2016)
- 삼성 갤럭시 A8 (2016)
- 삼성 갤럭시 A9 (2016)
- 삼성 갤럭시 A5 (2017)
- 삼성 갤럭시 A7 (2017)
- 삼성 갤럭시 J5 (2017)
- 삼성 갤럭시 J7 (2017)
- 삼성 갤럭시 A8 (2018)
- 삼성 갤럭시 A23
- 삼성 갤럭시 A24
- 삼성 갤럭시 A30
- 삼성 갤럭시 A31
- 삼성 갤럭시 A32
- 삼성 갤럭시 A33
- 삼성 갤럭시 A34
- 삼성 갤럭시 A35
- 삼성 갤럭시 A40
- 삼성 갤럭시 A50
- 삼성 갤럭시 A51
- 삼성 갤럭시 A53
- 삼성 갤럭시 A60
- 삼성 갤럭시 A71
- 삼성 갤럭시 퀀텀2
- 삼성 갤럭시 A80
- 삼성 갤럭시 A90
- 삼성 갤럭시 Z 플립
- 삼성 갤럭시 Z 플립 3
- 삼성 갤럭시 Z 폴드 2
- 삼성 갤럭시 Z 폴드 3
- 삼성 갤럭시 폴드
- 삼성 갤럭시 버디
- 삼성 갤럭시 버디2
- 삼성 갤럭시 와이드5
- 삼성 기어 S3 (스마트폰과 블루투스로 연결시에만 사용 가능) (LTE모델 한정으로 스마트폰과 블루투스 1회 연결 후 48시간 동안 원격결제 사용가능 (스마트폰과 원격연결되었을 때 사용가능)
- 삼성 갤럭시 퀀텀4

## 제휴 카드 및 은행
- 제휴 카드 - 삼성카드, 신한카드(복지카드는 제외), KB국민카드, 카카오뱅크, 롯데카드, 현대카드, NH농협카드, 우리카드, 비씨카드, 하나카드, 씨티카드(발급불가)
- 제휴 은행 - 하나은행, 우리은행, 중소기업은행, 삼성증권,(오프라인계좌결제 불가:국민, 농협(출금만 가능), 신한, 부산, 대구, 새마을금고)

## 파생형
아래의 파생형들은 삼성 페이를 기반으로 하는 MST 결제 서비스로, 당연히 삼성 페이를 지원하는 스마트폰만 이용할 수 있다. 페이코 삼성 페이는 지원하는 카드사가 오리지널 삼성 페이와 다를 수 있어서 확인해야 하며, 지원하는 카드사라고 해서 모든 카드 상품들이 결제용으로 사용이 가능하지 않을 수 있기 때문에 이 역시 주의해야 한다.
- 페이코 삼성 페이
- 신한카드(앱카드) 터치결제
- KB국민카드(앱카드) 이지터치

## 경쟁 모바일 결제 서비스
- 애플 페이
- LG 페이
- SSGPAY
- L pay
- 구글 페이
- 네이버페이
- 페이팔
- 카카오페이
- 페이코
- 페이나우

## 장점
- 편리성: 지갑에서 실물 카드를 꺼낼 필요 없이 스마트폰 화면에서 삼성 페이를 화면 하단에서 손가락으로 쓸어 올려 카드 선택 후 지문 또는 비밀번호 인증 후 바로 사용이 가능하여 신속하고 편리하게 결제가 가능하다.

- 범용성: 별도의 카드 리더기가 필요 없어 백화점이나 대형마트에서부터 동네 미용실, 약국에 이르기까지 거의 모든 곳에서 사용이 가능하다. 이는 대한민국 대부분의 카드가맹점들이 마그네틱 카드 리더기를 사용하고 있어 가능하다.

- 보안성: 결제 시 본인의 지문이나 비밀번호를 통해서만 결제가 가능하여 스마트폰 분실 시 타인의 사용을 방지할 수 있으며 결제 시 카드번호 대신 임의로 부여된 암호화 토큰을 사용하여 이를 제외한 어떤 카드정보도 결제 시 공유되지 않는다. 또한 삼성의 보안 솔루션 녹스(KNOX)가 스마트폰을 항시 감시하여 외부의 위협을 감지하며 외부 위협 감지 시 카드정보를 암호화하여 별도의 안전한 공간에 저장한다.

## 단점
- Samsung KNOX 시스템이 훼손되면 사용할 수 없다. (단점이기는 하나 그만큼 보안이 강력하다고 할 수 있다.)
- 대한민국 NFC결제 보급률이 여전히 부족하다. (일부 NFC사인패드에서 사용은 가능하다.)
- 오프라인 결제와 온라인 결제에서 지원하는 신용카드사가 서로 다르다. 모바일 페이지 등지에서 지원하는 카드사를 확인할 수 있다.
- 의도하지 않게 삼성페이가 실행되는 경우가 있다.

## 같이 보기
- 애플 지갑